# Watson (Luizjana)
Watson – jednostka osadnicza w Stanach Zjednoczonych, w stanie Luizjana, w parafii Livingston.